# ندیم گونار
ندیم گونار (ترکی استانبولی: Nedim Günar؛ ۲ ژانویه ۱۹۳۲ – ۷ سپتامبر ۲۰۱۱) بازیکن فوتبال اهل ترکیه بود.
از باشگاه‌هایی که در آن بازی کرده‌است می‌توان به باشگاه فوتبال فنرباغچه اشاره کرد.
وی همچنین در تیم ملی فوتبال ترکیه بازی کرده‌است.